# Manyoni (Distrikt)
Manyoni ist ein Distrikt der tansanischen Region Singida mit dem Verwaltungszentrum in der Stadt Manyoni. Der Distrikt grenzt im Norden an den Distrikt Ikungi, im Osten an die Region Dodoma, im Süden an die Region Iringa und im Westen an den Distrikt Itigi.

## Geographie
Manyoni hat eine Fläche von 14.118 Quadratkilometern, bei der Volkszählung 2022 hatte er 279.069 Einwohner.
Manyoni liegt auf dem zentralen Plateau von Tansania in einer Höhe von größtenteils über 1000 Meter über dem Meer. Die größten Flüsse sind der Kisigo und sein rechter Nebenfluss der Myombe, die beide in Manyoni entspringen und über den Ruaha und Rufiji in den Indischen Ozean entwässern.
Das Klima in Manyoni ist ein lokales Steppenklima, BSh nach der effektiven Klimaklassifikation. Die Niederschläge sind gering, knapp über 100 Millimeter regnet es in den Monaten Dezember, Januar, Februar und März. Die Trockenzeit dauert von Ende Mai bis Anfang Oktober, in den Monaten Juli, August und September regnet es meist gar nicht. Der wärmste Monat ist der November mit 23,3 Grad Celsius, am kühlsten ist es im Juli mit 18,7 Grad Celsius.

## Geschichte
Der Distrikt wurde im Jahr 1958 als erster Distrikt in Tansania eingerichtet. Im Jahr 2015 wurde Manyoni geteilt und der westliche Teil zum neuen Distrikt Itigi
Die Distriktleiter waren:
- 1960–1961 N. Mwakangata
- 1962–1963 Samweili Msindai
- 1964–1964 Dora Othman
- 1964–1972 Agostino Madaha
- 1972–1975 Grace Chibanika
- 1976–1980 Zephania Mwanja
- 1981–1983 J.B.Mhagama
- 1983–1989 E. Nyagawa
- 1989–1993 J. Mapembe
- 1993–1995 I. Langiboli
- 1995–1999 Timoth Z. Kingu
- 1999–2006 Ernest D. Masima
- 2006–2009 Paschal K. Mabiti
- 2009–? Ally N. Rufunga
- Fatma H. Taufiq
- Geoffrey I. Mwambe
- seit 2018 Rahabu Mwagisa

## Verwaltungsgliederung
Manyoni besteht aus 19 Gemeinden (Wards):

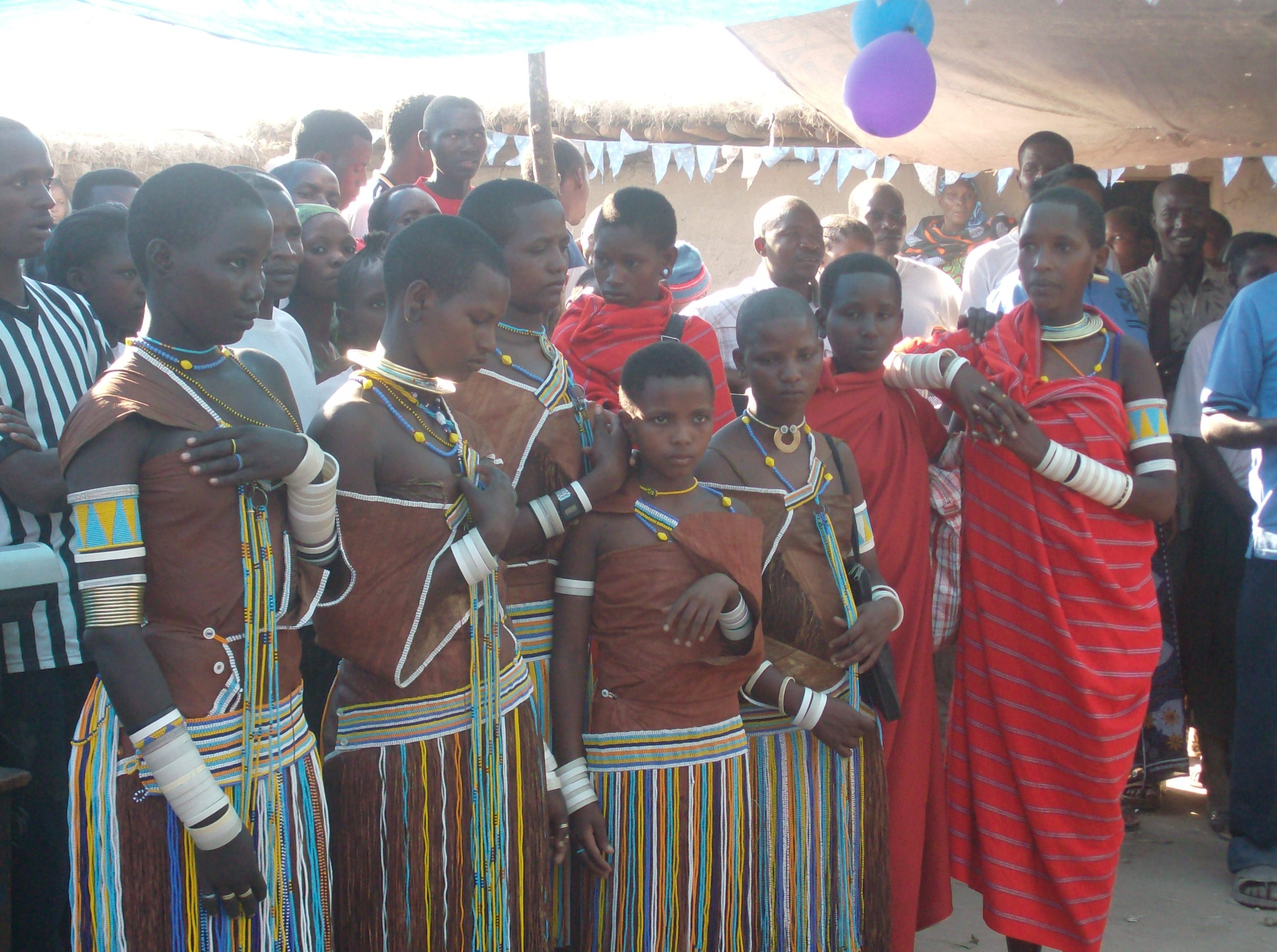
Gogo Frauen in ihrer nationalen Tracht.

## Bevölkerung
Die Einwohnerzahl im Distrikt Manyoni stieg von 135.390 im Jahr 1988 auf 204.482 im Jahr 2002 und auf 296.763 im Jahr 2012 (vor der Abspaltung von Itigi). Das bedeutet, dass das jährliche Wachstum von 2,9 auf 3,7 Prozent gestiegen ist, was einer Verdopplung alle 18,6 Jahren entspricht. Im Jahr 2012 sprach fast die Hälfte der über Fünfjährigen Swahili und sechs Prozent sprachen Englisch und Swahili, 44 Prozent waren Analphabeten. Bei der Volkszählung 2022 lebten 279.069 Menschen in 61.059 Haushalten.

## Gliederung
- Chikola
- Chikuyu
- Heka
- Isseke
- Kintinku
- Majiri
- Makanda
- Makutupora
- Makuru
- Manyoni
- Maweni
- Mkwese
- Muhalala
- Nkonko
- Sanza
- Saranda
- Sasajila
- Sasilo
- Solya

## Einrichtungen und Dienstleistungen
- Bildung: Für die Bildung der Jugend stehen 69 Grundschulen und 19 weiterführende Schulen zur Verfügung.[10]
- Gesundheit: Im Distrikt gibt es ein Krankenhaus, zwei Gesundheitszentren und 29 Apotheken.[10]

## Wirtschaft und Infrastruktur
| - Landwirtschaft: Die Hauptanbauprodukte sind Hirse, Reis und Bohnen. Für den Verkauf werden auch Tabak, Sonnenblumen und Nüsse angebaut. Fast die Hälfte der Haushalte besitzt auch Nutztiere. Im Jahr 2012 wurden 350.000 Rinder, 275.000 Hühner und 180.000 Ziegen gehalten. - Gewerbe und Industrie: Im Distrikt gibt es kleine Unternehmungen, die hauptsächlich landwirtschaftliche Produkte verarbeiten, wie die Herstellung von Sonnenblumenöl. - Bodenschätze: Schon seit den 1950er Jahren sind Uranvorkommen im Distrikt bekannt und Probebohrungen wurden durchgeführt. Als nach 2011 der Uranpreis sank konzentrierte sich die Bergbaufirma URANEX auf die Graphitvorkommen in der Nähe. - Eisenbahn: Die Distrikthauptstadt Manyoni hat einen Bahnhof der Tanganjikabahn, die von Daressalam über Dodoma bis zum Tanganjikasee führt. Seit 2017 wird die Strecke in Daressalam beginnend modernisiert und auf Normalspur umgebaut. - Straßen: Durch den Norden des Distriktes verläuft die Nationalstraße T3, die Dodoma mit der Regionshauptstadt Singida verbindet und weiter bis Ruanda führt. In Manyoni zweigt von ihr die Nationalstraße T18 ab. Diese trifft in Itigi auf die T22, eine wichtige tansanische Nord-Südverbindung von Mbeya bis Arusha. | Hier fehlt eine Grafik, die leider im Moment aus technischen Gründen nicht angezeigt werden kann. Wir arbeiten daran! |

## Sehenswürdigkeiten
- Kizigo-Wildreservat: Das Kizigo-Wildreservat ist 4000 Quadratkilometer groß und wurde 1982 eingerichtet. Es bietet Tierbeobachtungen und Jagden in einer abwechslungsreichen Landschaft mit Dickichten, Miombo Wäldern und Flusstälern.[17][18]

## Religion
- Katholiken: Manyoni gehört zur Diözese Singida. Im Jahr 2016 gab es im Distrikt 10.227 Katholiken, die von drei Priestern  betreut wurden.[19]